# اجوکاک

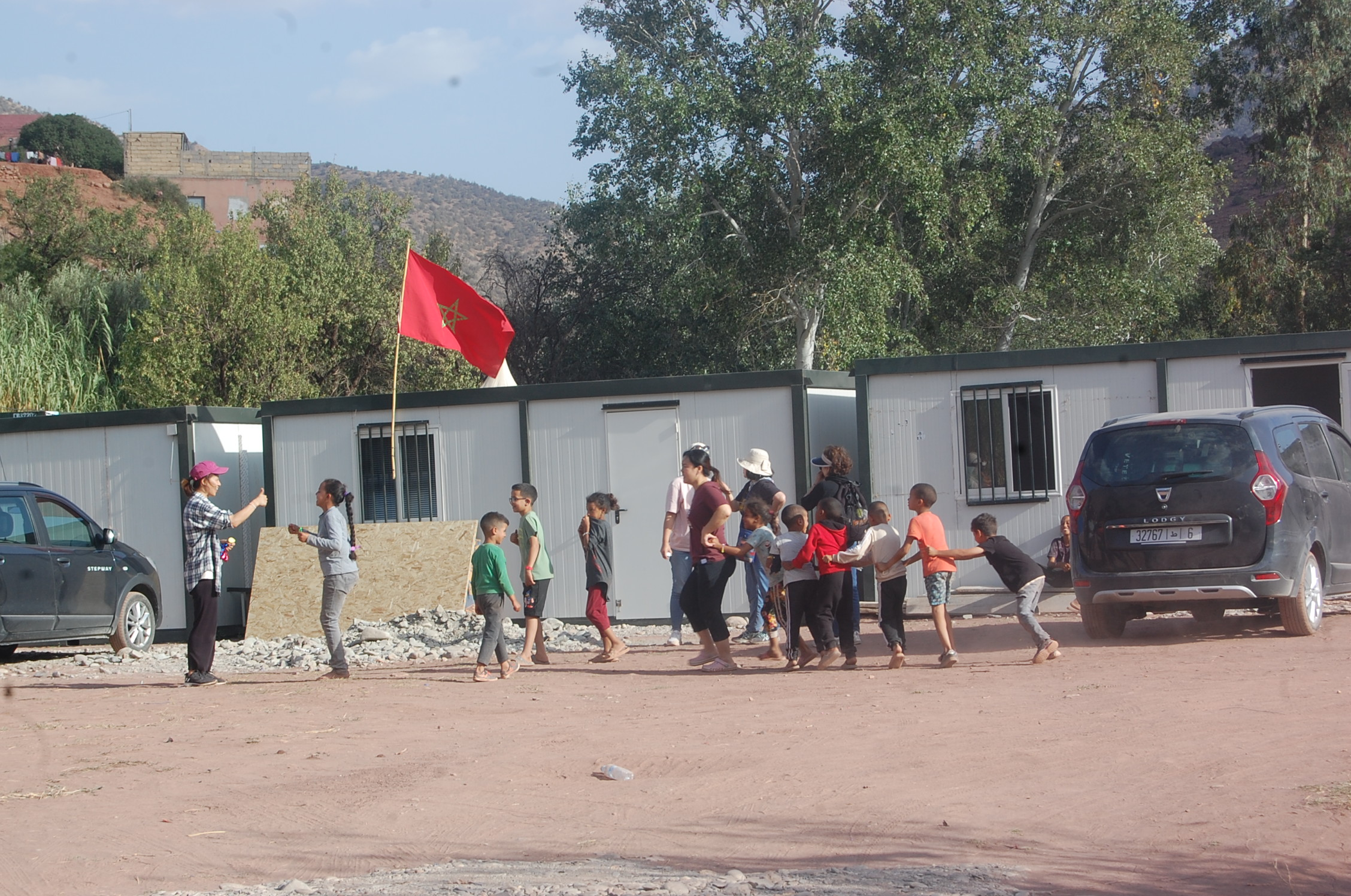

اجوکاک (به فرانسوی: Ijoukak) یک شهرک در مراکش است که در استان حوز واقع شده‌است. اجوکاک ۶٬۶۴۱ نفر جمعیت دارد.